# Culex quinquefasciatus
Culex quinquefasciatus (anteriormente conocido como Culex fatigans) es una especie de mosquito que habita en áreas tropicales y subtropicales de todo el mundo. Es vector de patógenos como el nematodo Wuchereria bancrofti, causante de la filariasis, los parásitos de la malaria aviar y los virus del Nilo Occidental, de la fiebre del valle del Rift y de la encefalitis de San Luis. La especie fue descrita por el naturalista estadounidense Thomas Say en 1823.

## Principal vector de la filariasis en la India
Es el vector principal de la filariasis en India. Es una especie alada doméstica que se encuentra en toda la India, en los alrededores de las viviendas humanas. La rápida urbanización y la industrialización sin instalaciones sanitarias adecuadas son responsables de su mayor dispersión. La especie es altamente hematófaga (prefiere la sangre humana). Entra en las casas al anochecer y alcanza la máxima densidad de actividad de picaduras  a la medianoche. Las piernas, en especial debajo de las rodillas, son los sitios preferidos para picar. Durante el día, pueden ser vistos en reposo en las paredes, debajo de muebles, telas colgantes y en rincones oscuros.

## Ciclo vital
Se reproduce con profusión en los depósitos de agua sucia estancada de desagües, pozos negros, fosas sépticas con fugas, pozos, madrigueras y, de hecho, en toda acumulación de agua contaminada. Con la temperatura óptima y la humedad necesaria, el ciclo de vida se completa en solo 7 días, pasando por las 4 etapas: huevo, larva, pupa y adulto.

## Etimología
La palabra Culex significa «mosquito» en latín, mientras que quinquefasciatus se refiere a la presencia de cinco bandas o fascias negras transversas en la parte dorsal del abdomen. Este nombre se ha mantenido aunque las mejoras en los microscopios permitieron descubrir que el número era, en realidad, mayor de cinco. Originalmente, era escrito como C. 5-fasciatus.